# 20643 Анжелікаліу
20643 Анжелікаліу (1999 TK142, 1998 KO13, 20643 Angelicaliu) — астероїд головного поясу, відкритий 7 жовтня 1999 року.
Тіссеранів параметр щодо Юпітера — 3,494.